# Gouvernement Diarra I
Ne doit pas être confondu avec Gouvernement Diarra II.
Première République
Gueï Affi N'Guessan I
Le gouvernement Diarra I fut créé le 18 mai 2000 par le Décret n°2000-380.

## Composition du gouvernement
Le gouvernement est composé de :
- Premier ministre, ministre de la Planification et du développement : Seydou Diarra
- Ministre d'Etat chargé de la Sécurité : Lassana Palenfo
- Ministre d'Etat chargé des Transports : Abdoulaye Coulibaly
- Ministre d'Etat chargé de la Jeunesse et des sports : Mathias Doué
- Ministre des Relations extérieures : Charles Gomis
- Ministre de l'intérieur  et de la décentralisation : Grena Mouassi
- Garde des sceaux, ministre de la Justice : Essy N'Gatta
- Ministre de l'Économie, de l'Industrie et des Finances : Mamadou Koulibaly
- Ministre de l'Agriculture et des ressources animales : Ahmed Timite
- Ministre de la Culture et de la francophonie : Henriette Diabaté
- Ministre de l'Enseignement supérieur et de la recherche scientifique : Bailly Seri
- Ministre de l'Education nationale : Michel Amani N'Guessan
- Ministre de l'Enseignement technique et de la formation professionnelle : Léon Emmanuel Monnet
- Ministre de la Santé publique : Janine Tagliante-Saracino
- Ministre de l'Emploi et de la fonction publique : Hubert Oulaye
- Ministre de la Construction et de l'environnement : Honoré Zohin
- Ministre de la Famille et de la promotion de la femme : Constance Yaï
- Ministre de la Communication : Henri César Damalan Sama
- Ministre de l'Industrie et du tourisme : Pascal Affi N'Guessan - FPI
- Ministre des Mines : Moussa Touré
- Ministre des Infrastructures : Yoro Michel Badia
- Ministre du Commerce : Saint-Cyr Djikalou
- Ministre des Affaires Sociales et de la Solidarité Nationale : Marthe Solange Achy Brou

## Galerie
| Image | Fonction                                                           |  | Nom                   | Parti      |
| ----- | ------------------------------------------------------------------ |  | --------------------- | ---------- |
|       | Premier ministre, ministre de la Planification et du développement |  | Seydou Diarra         | Sans Parti |
|       | Ministre de l'Industrie et du tourisme                             |  | Pascal Affi N'Guessan | FPI        |